# Фушер (Јон)
Фушер (фр. Fouchères) насеље је и општина у источном делу централне Француске у региону Бургоња, у департману Јон која припада префектури Санс.
По подацима из 2011. године у општини је живело 415 становника, а густина насељености је износила 28,19 становника/km². Општина се простире на површини од 14,72 km². Налази се на средњој надморској висини од 174 метара (максималној 201 m, а минималној 158 m).

## Демографија
| 1962. | 1968. | 1975. | 1982. | 1990. | 1999. | 2011. |
| ----- | ----- | ----- | ----- | ----- | ----- | ----- |
| 226   | 270   | 230   | 353   | 375   | 398   | 415   |

График промене броја становника у току последњих година